# Carolina Tohá
Pour les articles homonymes, voir Tohá.
Carolina Montserrat Tohá Morales, née le 12 mai 1965 à Santiago du Chili, est une politologue et femme politique chilienne, membre du Parti pour la démocratie (PPD). Elle est ministre de l'Intérieur de 2022 à 2025.

## Biographie
Elle est la fille de José Tohá, ministre de l'Intérieur sous Salvador Allende.
Elle est maire de la commune de Santiago de 2012 à 2016.
Le 6 septembre 2022, elle est nommée ministre de l'Intérieur et de la Sécurité publique par le président Gabriel Boric, en remplacement d'Izkia Siches.
Sous la pression de l'opposition et de l'opinion publique, qui attribuent majoritairement l'augmentation de la criminalité à l'augmentation de l'immigration, Carolina Tohá accélère les expulsions de personnes en situation irrégulière, avec un objectif de 2 400 expulsions en 2024.
Elle démissionne de son poste le 4 mars 2025 afin de présenter sa candidature à l'élection présidentielle.